# Bibliotheek Rotterdam
Bibliotheek Rotterdam is de openbare bibliotheek-organisatie voor de Nederlandse gemeente Rotterdam. De Centrale Bibliotheek is gevestigd op de hoek van de Hoogstraat en de Binnenrotte nabij het Station Rotterdam Blaak in Rotterdam Centrum. In totaal zijn er 22 vestigingen verspreid over de hele stad (situatie 2025). 
Met ruim 2,5 miljoen bezoekers per jaar is de Centrale Bibliotheek Rotterdam de meest bezochte culturele instelling van Rotterdam. Alice Vlaanderen is sinds 2023 de directeur-bestuurder.

## Geschiedenis

### Ontstaan
De eerst bekende bemoeienis van de stad Rotterdam is in 1604 wanneer geld uitgetrokken wordt voor de inrichting van een 'publycke bibliotheke' ofwel de 'Bibliotheca Laurentiana' in de Laurenskerk. In 1799 eindigt de betrokkenheid van de stad bij deze bibliotheek vanwege de toen doorgevoerde scheiding van kerk en staat.
In 1869 wordt de grondslag gelegd voor de huidige Bibliotheek door archivaris J.H. Scheffer. Vanaf 1891 bestond in Museum Boymans tweemaal per week de mogelijkheid voor iedereen om boeken te raadplegen. Dankzij de inspanningen van bibliothecaris Gerrit van Rijn bestond vanaf 1902 deze mogelijkheid 7 dagen per week. In 1907 kreeg de voormalige Gemeentebibliotheek een eigen onderkomen aan het Van Hogendorpsplein.

### Gemeentebibliotheek aan de Nieuwe Markt

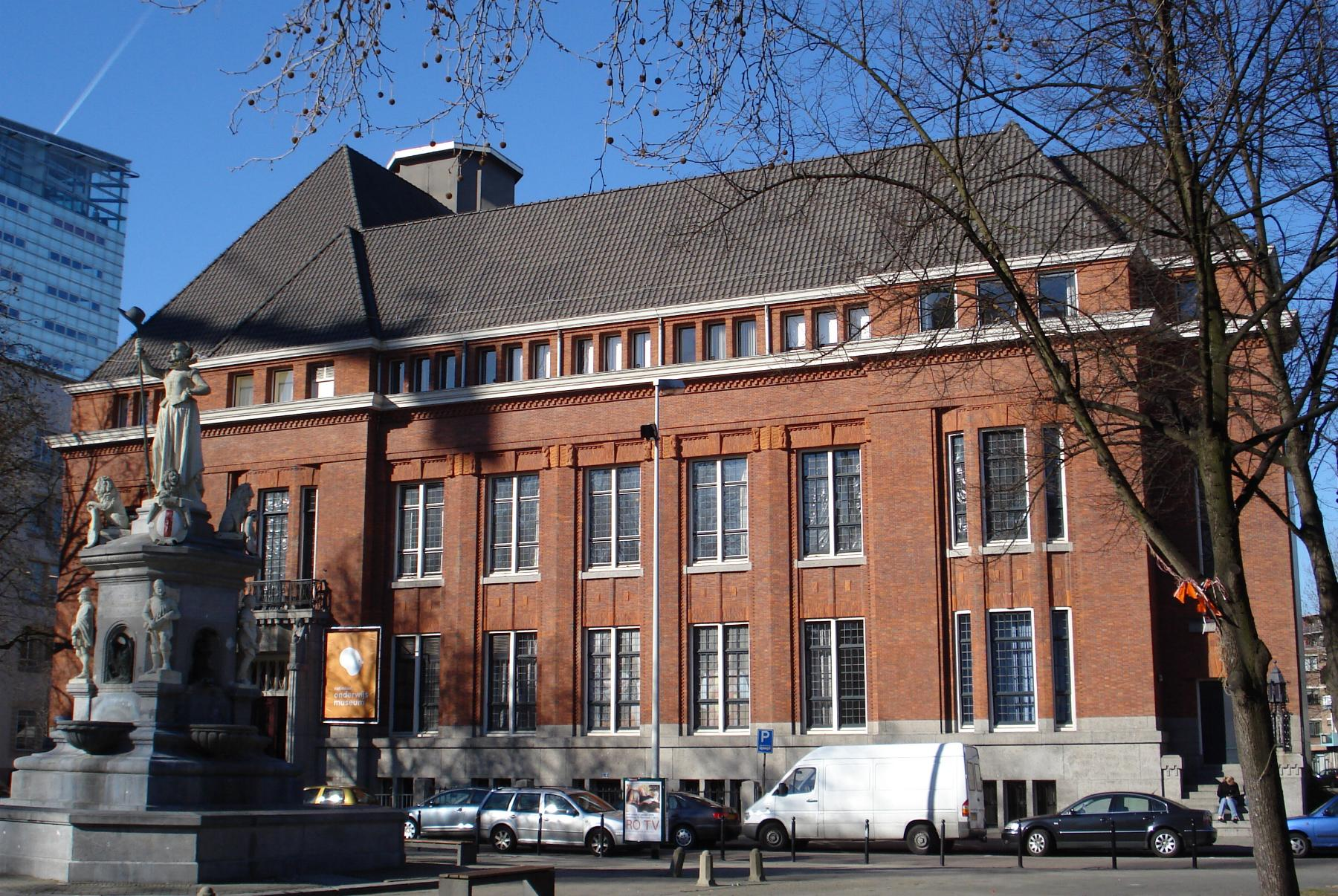
Gebouw aan de Nieuwe Markt waar de bibliotheek van 1923 tot 1983 was gevestigd

Vanaf 1923 tot 1983 was de Gemeentebibliotheek gevestigd aan de Nieuwe Markt nr. 1, met een zijgevel aan de Gedempte Botersloot, vlak bij de huidige Bibliotheek. Voor de entree stond het Vrijheidsbeeld van de Maagd van Holland.
Tijdens het bombardement op Rotterdam is het gebouw slechts licht beschadigd, de meeste gebouwen in de omgeving brandden af. De ruimte die hierdoor vrijkwam, werd gebruikt voor de aanbouw van een oostelijke vleugel.
Toen verdere bebouwing uitbleef en de nieuwe gevel dus 'blind' bleef, voegde men een drie verdiepingen hoog affiche toe van het schoolrapport waarmee Bob den Uyl in 1940 overging van de vierde naar de vijfde klas van de lagere school. De beoordeling in cijfers van het laatste trimester ontbreekt. De goudkleurige letters met de tekst 'Gemeente-bibliotheek' bleven na vertrek van de instelling de gevel sieren.
Meer recent is er een tekst van Freek de Jonge in neonletters toegevoegd. Dit gebouw was tot 2012 in gebruik als Nationaal Onderwijsmuseum. Ook zat daar tot dat jaar de Ontdekhoek, een plek waar kinderen allerlei wetenschappelijke proefjes konden doen. Deze is sindsdien gevestigd in Crooswijk. Sinds 2013 huist in dit gebouw het Erasmus University College.

### Centrale Bibliotheek Rotterdam aan de Hoogstraat
Sinds 1983 is de Bibliotheek Rotterdam gevestigd in een modern onderkomen aan de Hoogstraat. De Centrale Bibliotheek beslaat 24.000 m². Het gebouw is ontworpen door Jaap Bakema en Hans Boot van het architectenbureau Van den Broek en Bakema. De architectuur doet denken aan het Centre Pompidou in Parijs, met opvallende stalen buizen die vanaf het dak langs de glazen gevel naar beneden lopen. Het gebouw wordt soms gekscherend de 'glazen waterval' genoemd. 
Op de gevel aan de gedempte Binnenrotte staat een tekst van Erasmus, inclusief zijn handtekening, in neon-buis letters: "Heel de wereld is mijn vaderland". Het is een knipoog naar een spreuk die aan de overkant van de Blaak te lezen is op een kantoorgebouw, uit het werk van Lucebert: "Alles van waarde is weerloos".

#### Renovatie 2026-2029
Vanaf begin 2026 zal de Centrale Bibliotheek ingrijpend worden gerenoveerd. Ze wordt tot de heropening in 2029 gehuisvest in een pand aan de Librijesteeg, 200 meter verderop.

## Diensten en activiteiten
Bibliotheek Rotterdam was 2025 de eerste bibliotheek in Nederland die een gratis abonnement aanbood aan alle leden, ongeacht leeftijd. Ook de boetes bij het te laat inleveren van materialen werden afgeschaft. 

### Collectie
De collectie van de bibliotheek omvat meer dan 723.000 uitleenbare materialen, waaronder boeken, e-books, luisterboeken, cd-roms, dvd's en video's. Tevens zijn er diverse abonnementen op papieren dagbladen, en via PressReader zijn nationale en internationale tijdschriften en kranten digitaal te lezen.  
Via Muziekweb (voorheen Centrale Discotheek Rotterdam) kunnen zes miljoen tracks beluisterd worden. De Centrale Bibliotheek beschikt tevens over 12.000 stuks bladmuziek. 

### Erfgoed
Een bijzonder collectieonderdeel van de bibliotheek is de zogenaamde Erasmuscollectie. Dit is de grootste collectie 'over' en 'van' Desiderius Erasmus ter wereld. In 2023 is de Erasmus Collectie Rotterdam samen met 64 andere documentair erfgoed collecties toegevoegd aan het internationale UNESCO Memory of the World register.
Sinds 2021 is Atlas Van Stolk ondergebracht bij Bibliotheek Rotterdam. Dit is een van de grootste beeldcollecties in Nederland met meer dan 270.000 unieke afbeeldingen (prenten, tekeningen, foto's en affiches) uit de Nederlandse geschiedenis van de 16e eeuw tot nu. Het erfgoedteam van Bibliotheek Rotterdam is verantwoordelijk voor het beheer, de registratie en de presentatie van de collectie. De beeldcollectie Atlas Van Stolk is per 1 november 2022 toegevoegd aan de UNESCO erfgoedlijst 'Netherlands Memory of the World register'.

### Activiteiten
In de Centrale Bibliotheek Rotterdam en de meeste andere vestigingen worden culturele activiteiten, workshops en filmvoorstellingen georganiseerd en zijn er studie- en werkruimtes beschikbaar. 
Er worden ook activiteiten aangeboden die gericht zijn op taalvaardigheid, digitale vaardigheden en persoonlijke ontwikkeling. Voorbeelden zijn begeleiding bieden bij het aanvragen van een DigiD, samen Nederlands lezen of spreken in een taalcafé, of een computer- of smartphonecursus.

## Vestigingen
Behalve de Centrale Bibliotheek Rotterdam heeft Bibliotheek Rotterdam 21 vestigingen in de Rotterdamse wijken, waarvan de meest recente in Beverwaard werd geopend in april 2025.

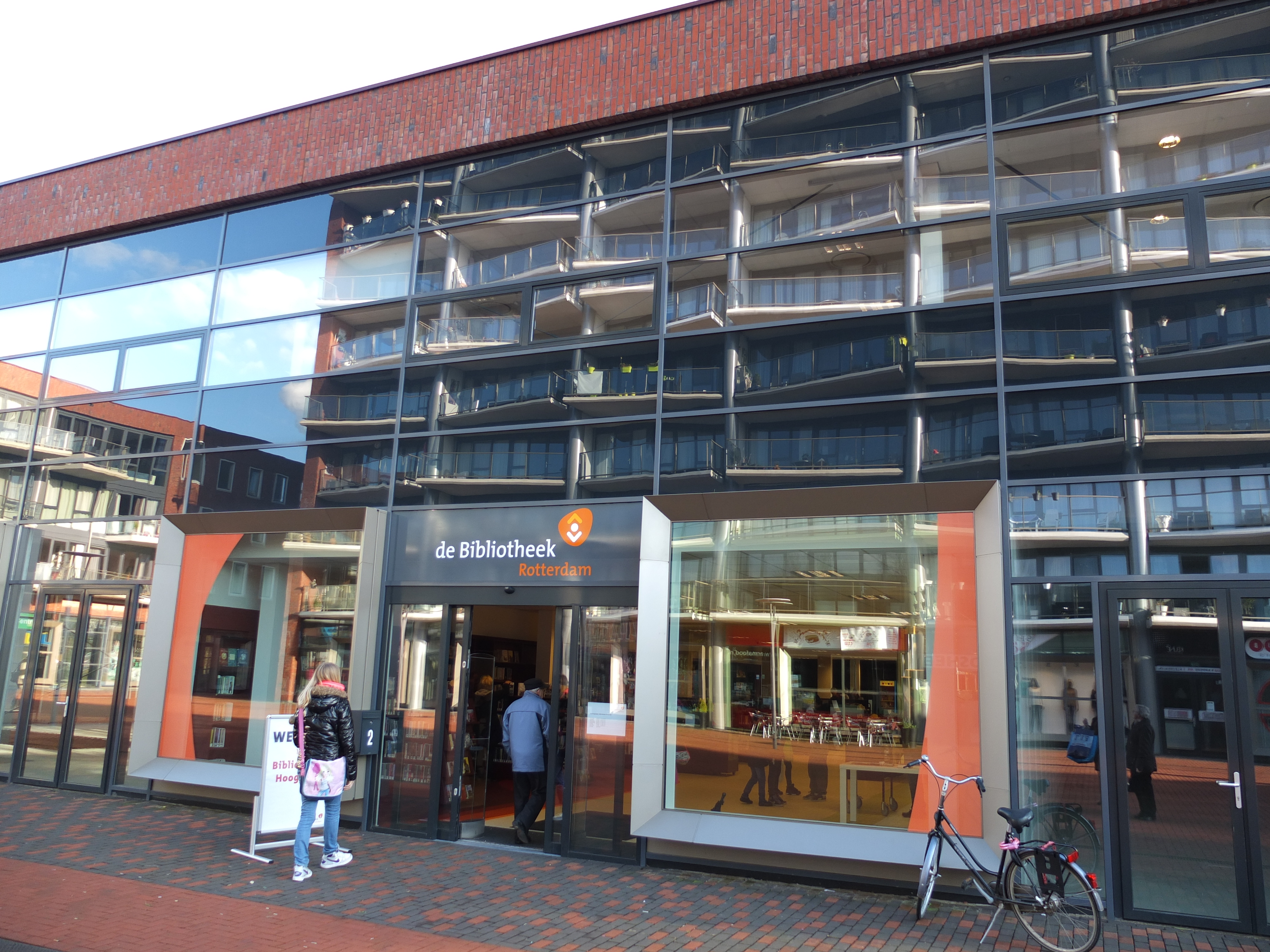
Openbare bibliotheek in Hoogvliet
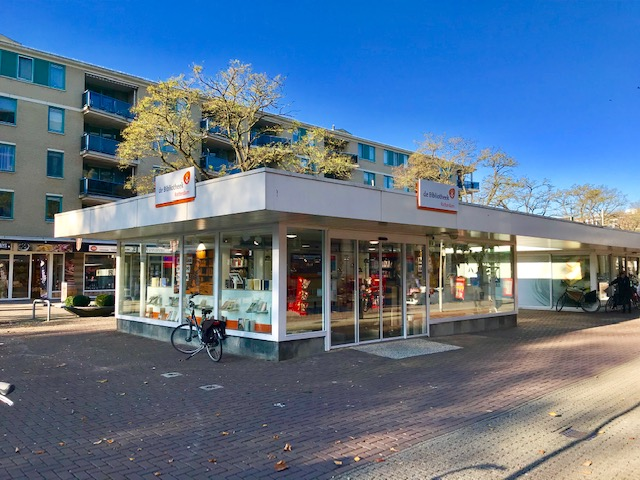
Openbare bibliotheek Het Lage Land

Anno 2025 zijn er filialen in de wijken Afrikaanderwijk, Beverwaard, Charlois, Delfshaven, Feijenoord, Het Lage Land, Hoek van Holland, Hoogvliet, IJsselmonde, Kralingen, Lombardijen, Nesselande, Ommoord, Oude Noorden, Overschie, Pernis, Rozenburg, Schiebroek, Slinge en Zuidplein. Verder is er een Servicepunt in de wijk Hillegersberg.